# Šalov
Šalov (in ungherese Garamsalló) è un comune della Slovacchia facente parte del distretto di Levice, nella regione di Nitra.